# Evius hippia
Evius hippia là một loài bướm đêm thuộc phân họ Arctiinae, họ Erebidae.

## Hình ảnh

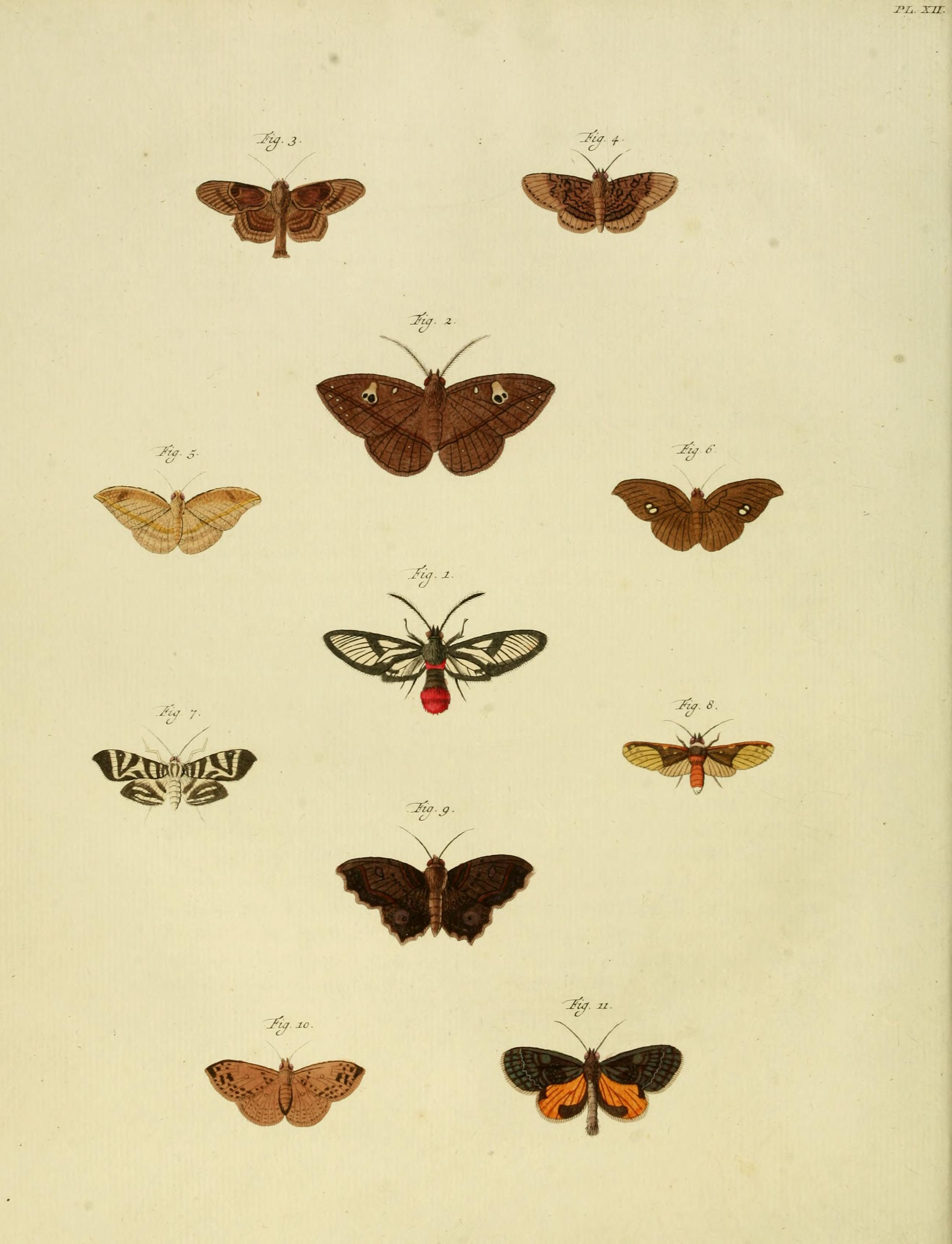